# 횡천역
횡천역(Hoengcheon station, 橫川驛)은 경상남도 하동군 횡천면 남산리에 위치한 경전선의 철도역이다. 경전선 순천~진주 구간 개통과 동시에 영업을 시작하였으며, 진주~광양구간 복선비전철 개통과 동시에 현위치로 이전하였다.

## 역사
- 1967년 10월 5일 : 역사 신축 착공
- 1968년 2월 7일 : 보통역으로 영업 개시[1]
- 1968년 2월 29일 : 역사 신축 준공
- 1976년 10월 20일 : 화물 취급 중지[2]
- 1991년 1월 1일 : 소화물 취급 중지[3]
- 2009년 6월 15일 : 무인역으로 격하 및 철도승차권 단말기 철거
- 2016년 7월 14일 : 경전선 진주~광양 구간 이설로 역을 횡천리 159-20에서 남산리 525-1(삼랑진 기점 122.0km)로 이전[4]

## 역 구조
2면 2선의 상대식 승강장을 갖추고 있다. 부본선을 설치할 수 있는 노반이 있으며, 설치된다면 쌍섬식 승강장이 된다.

### 승강장
| ↑ 북천   |
| １ \| ２ |
| 하동 ↓   |

| 1 | 경전선 | 진주 · 마산 · 부전 방면 |
| 2 | 경전선 | 하동 · 순천 · 목포 방면 |

## 특이 사항
- 구 역사의 경우, 북천 방면에서 이 역으로 진입하는 선로의 경사가 급하여 열차가 제동력을 상실할 경우를 대비한 약 700m의 피난선이 설치되어 있었다. 2010년 5월에 철거되었다.[5]
- 구 역사에는 명예역장이 배치된 적이 있으며, 철도 동호인이 제작한 역방문 기념 스탬프와 열차 도착 시간 안내기가 설치되어 있었다.

## 사진

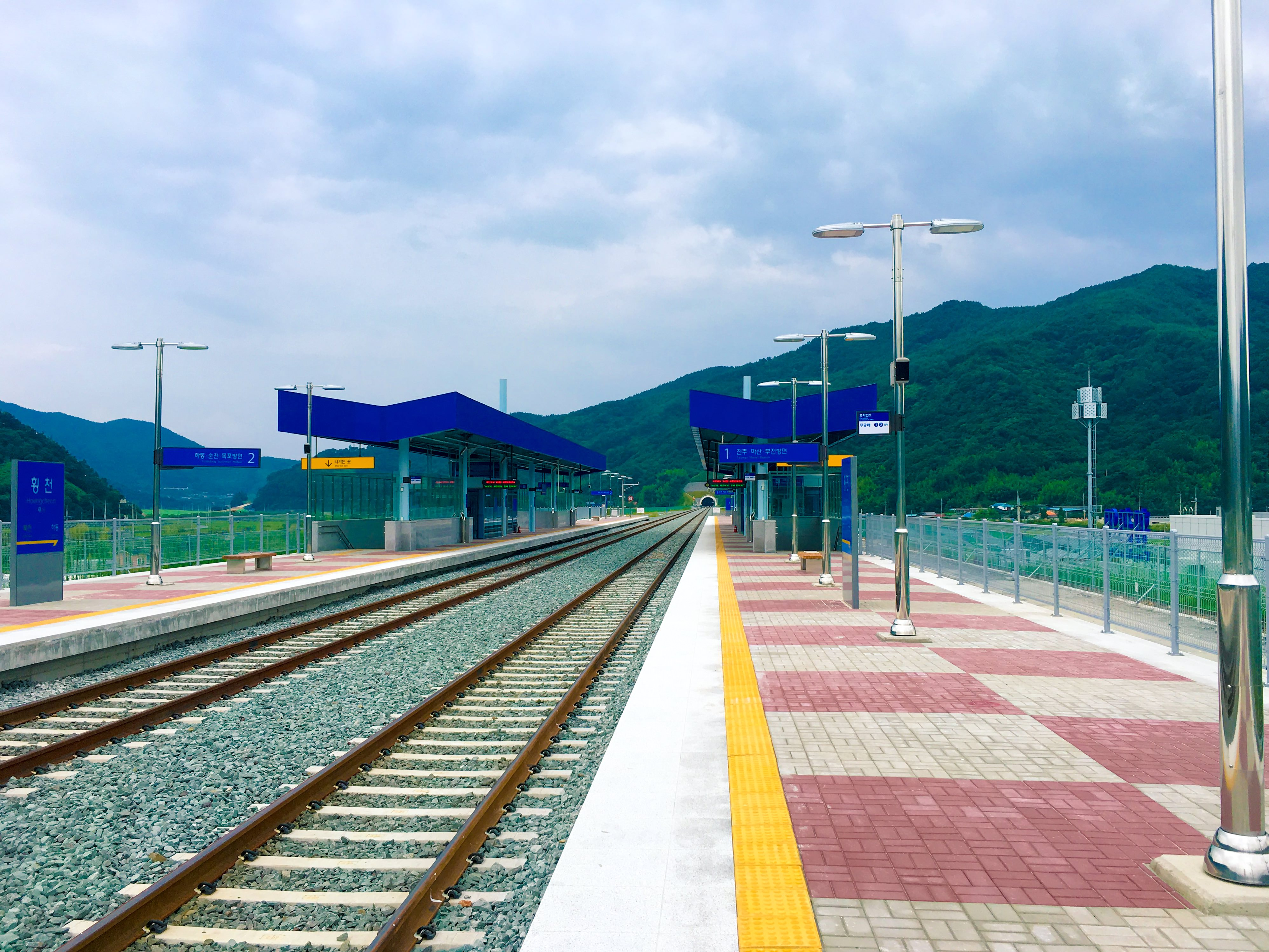
승강장
구 역사 (선로쪽)
구 역사 (광장쪽)
구 역사 승강장

## 인접한 역
| 경전본선       | 경전본선      | 경전본선       |
| -------------- | ------------- | -------------- |
| 북천 부전 방면 | 무궁화 경전선 | 하동 목포 방면 |